# El sol en el espejo
Pour plus de détails, voir Fiche technique et Distribution.
El sol en el espejo est un mélodrame argento-espagnol réalisé par Antonio Román et sorti en 1963.
Il s'agit d'une adaptation de la pièce de théâtre Los pobrecitos, d'Alfonso Paso (es).

## Synopsis
Une jeune fille arrive dans une pension sordide et entame une liaison avec un écrivain frustré.

## Fiche technique
- Titre original espagnol : El sol en el espejo[1],[2]
- Réalisateur : Antonio Román
- Scénario : Antonio Román, Antonio Vich, José Luis Colina (es) d'après la pièce Los pobrecitos, d'Alfonso Paso (es)
- Photographie : Manuel Berenguer (es), Alberto Etchebehere (es)
- Montage : Antonio Gimeno
- Musique : Manuel Parada
- Décors : Enrique Alarcón
- Société de production : D’An Fran y Federico G. Aicardi (Buenos Aires), Castilla Cooperativa Cinematográfica (Madrid)
- Pays de production :  Espagne -  Argentine
- Langue originale : espagnol
- Format : couleurs - Son mono - 35 mm
- Durée : 83 minutes
- Genre : mélodrame
- Dates de sortie :
  - Espagne : 8 juillet 1963

## Distribution
- Yvonne Bastién : Leonor
- Luis Dávila : Carlos
- José Isbert : don Pablo
- María Asquerino : Loli
- Enzo Viena : Eduardo
- Alberto Dalbes : Julio
- Gracita Morales : Luisa
- Margarita Lozano : Engracia
- Porfiria Sánchiz : Doña Clara